# Salvatore Fausto Fagone
Salvatore Fausto Fagone (Palagonia, 27 novembre 1932 – 11 gennaio 2014) è stato un politico italiano.
È stato sindaco di Palagonia, suo paese natale, dal 28 giugno 1994 al 10 giugno 2003 per due mandati con una lista civica e con i Socialisti Democratici Italiani e consigliere provinciale a Catania dal 2003 al 2008 con Forza Italia. Fu deputato dal 1972 al 1976 nella VI legislatura con il PSI e deputato regionale nell'Assemblea Regionale Siciliana per quattro legislature, vice-presidente vicario e Assessore Regionale ai Lavori pubblici e all'Industria e Commercio.